# Oviballus vidae
Genre
Espèce
Oviballus vidae, unique représentant du genre Oviballus, est une espèce d'araignées aranéomorphes de la famille des Salticidae.

## Distribution
Cette espèce est endémique d'Afrique du Sud. Elle se rencontre en État-Libre, au KwaZulu-Natal et au Cap-Oriental.

## Description
Le mâle holotype mesure 2,55 mm et la femelle paratype 3,30 mm.

## Étymologie
Cette espèce est nommée en l'honneur de Vida van der Walt.

## Publication originale
- Azarkina & Haddad, 2020 : « Partial revision of the Afrotropical Ballini, with the description of seven new genera (Araneae: Salticidae). » Zootaxa, no 4899(1), p. 15-92.